# Peter Röbke (Musikpädagoge)
Peter Röbke (geboren 1954 in Bückeburg) ist ein deutscher Musikpädagoge.

## Werdegang
Röbke studierte Schulmusik, Musikwissenschaft und Germanistik in Essen und Bochum. An der Hochschule der Künste (heute Universität der Künste) in Berlin arbeitete er als Assistent an der Reform der Musikschullehrerausbildung und absolvierte ein musikpädagogisches Promotionsstudium bei Christoph Richter. Daneben war er als Violinlehrer tätig. Zehn Jahre lang leitete er die damalige Musikschule Wedding (heute in der Musikschule Fanny Hensel aufgegangen) mit ihren rund 2500 Schülern. In dieser Zeit gründete und leitete er auch das Neue Kammerorchester Wedding.
1993 wurde er auf eine Professur für Instrumental- und Gesangspädagogik an die Hochschule für Musik und darstellende Kunst (heute Universität für Musik und darstellende Kunst) in Wien berufen. Ab 2002 wirkte er als stellvertretender Leiter, ab 2010 bis 2021 als Leiter des Instituts für Musikpädagogik. Als Mitglied und Vorsitzender der Studienkommission für Instrumental- und Gesangspädagogik engagierte er sich für Möglichkeiten der individuellen Gestaltung von Studienwegen. Hinzu kamen enge Zusammenarbeiten u. a. mit dem Musikschulmanagement Niederösterreich und dem Projekt JeKits (Jedem Kind Instrumente, Tanzen, Singen) in Nordrhein-Westfalen, dessen Kuratoriumsvorsitzender er von 2015 bis 2018 war. Die Emeritierung, verbunden mit dem Symposium „Didaktik plus“?!, erfolgte 2022.
Röbkes Hauptinteresse gilt „bildungstheoretischen, anthropologischen und psychologischen Grundlegungen des Instrumentalunterrichts“. Er stellt sich die Frage, „wie schon im Unterricht selbst Musik zur Wirklichkeit und zum Ereignis werden kann“, und untersucht „die gesellschaftliche Bedeutung und Rahmung musikpädagogischen Handelns“. Neben fortlaufenden Lehrverpflichtungen in Wien stehen vielfältige Fortbildungstätigkeiten im In- und Ausland.

## Schriften (Auswahl)
- Der Instrumentalschüler als Interpret. Musikalische Spielräume im Instrumentalunterricht. Schott, Mainz 1990, ISBN 978-3-7957-0067-6 (zugleich Dissertation).
- Vom Handwerk zur Kunst. Didaktische Grundlagen des Instrumentalunterrichts. Schott, Mainz 2000, ISBN 978-3-7957-8715-8.
- Als Herausgeber: Meisterlehre und Kunstuniversität (= Reden und Schriften. Band 6). Universität für Musik und darstellende Kunst Wien, Wien 2001.
- Musikschule – wozu? Warum eine Musikschule dem Land / der Gemeinde / dem Bürgermeister / dem Lehrer / dem Schüler / den Eltern / dem Leiter lieb und teuer sein sollte. Volkskultur Niederösterreich, Atzenbrugg 2004, ISBN 978-3-901820-18-2.
- Geige pur! Klassiker für Violine anders unterrichten (= Üben & Musizieren spezial). Schott, Mainz 2008, ISBN 978-3-7957-0188-8.
- Gemeinsam mit Helmuth Figdor: Das Musizieren und die Gefühle. Instrumentalpädagogik und Psychoanalyse im Dialog. Schott, Mainz 2008, ISBN 978-3-7957-8736-3.
- Als Herausgeber gemeinsam mit Natalia Ardila-Mantilla: Vom wilden Lernen. Musizieren lernen – auch außerhalb von Schule und Unterricht. Schott, Mainz 2009, ISBN 978-3-7957-0665-4.
- Gemeinsam mit Natalia Ardila-Mantilla, Hanns Stekel: Musikschule gibt es nur im Plural. Drei Zugänge. Helbling, Innsbruck 2015, ISBN 978-3-99035-353-0.
- Als Herausgeber gemeinsam mit Natalia Ardila-Mantilla, Christine Stöger, Bianka Wüstehube: Herzstück Musizieren. Instrumentaler Gruppenunterricht zwischen Planung und Wagnis. Schott, Mainz 2016, ISBN 978-3-7957-2396-5.
- Als Herausgeber gemeinsam mit Wilfried Gruhn: Musiklernen. Bedingungen – Handlungsfelder – Positionen. Helbling, Innsbruck 2018, ISBN 978-3-86227-378-2.
- Als Herausgeber gemeinsam mit Ivo Berg, Hannah Lindmaier: Vorzeichenwechsel. Gesellschaftspolitische Dimensionen von Musikpädagogik heute (= Wiener Reihe Musikpädagogik. Band 2). Waxmann, Münster 2020, ISBN 978-3-8309-4038-8.
- Als Herausgeber gemeinsam mit Beate Hennenberg: Inklusives Musizieren. Praxis, Pädagogik, Ästhetik – am Beispiel der All Stars Inclusive Band Wien (= Wiener Reihe Musikpädagogik. Band 4). Waxmann, Münster 2022, ISBN 978-3-8309-4536-9.

## Informationsbasis